# الا پورنل
الا سامر پورنل (انگلیسی: Ella Summer Purnell؛ زادهٔ ۱۷ سپتامبر ۱۹۹۶) بازیگر انگلیسی است. او کار خود را به عنوان بازیگر کودک در تئاتر وست اند و در فیلم‌های هرگز رهایم مکن (۲۰۱۰) و مالفیسنت (۲۰۱۴) آغاز کرد. از دیگر فیلم‌های او می‌توان به خانه دوشیزه پرگرین برای بچه‌های عجیب (۲۰۱۶)، چرچیل (۲۰۱۷) ،ارتش مردگان (۲۰۲۱) و آرکین (۲۰۲۱) اشاره کرد.
در تلویزیون، پورنل در مجموعهٔ مهیج ژاکت زردها (۲۰۲۱–۲۰۲۳) و مجموعهٔ پسا-آخرالزمانی فال‌آوت (از ۲۰۲۴) بازی کرده است. همچنین او برای صداپیشگی شخصیت جینکس در مجموعهٔ ماجراجویی آرکین (از ۲۰۲۱) بسیار تحسین شده است.

## اوایل زندگی
اِلا سامر پورنل در ۱۷ سپتامبر ۱۹۹۶، در منطقه وایت‌چپل، در شرق لندن متولد شد. او در دانشکده فارست، در مدرسه شهر لندن، برای دختران و بازیگران جوان تئاتر آیلینگتون حضور داشته است. او همچنین در کلاس‌های هفتگی در مدرسه تئاتر جوان سیلویا شرکت می‌کرد و بازیگری، آواز و رقص را آموزش می‌دید و توسط آژانس استعدادیابی داخلی آنها نمایندگی می‌کرد.

## حرفه
پورنل حرفه بازیگری خود را در سال ۲۰۱۱ و در سن ۱۴ سالگی با فیلم هرگز رهایم مکن در نسخه جوان‌تر روث آغاز کرد. نسخه اصلی این نقش را کیرا نایتلی برعهده داشت. این فیلم با نظر مثبت منتقدان همراه شد اما محبوبیت خوبی برای او به ارمغان نیاورد. یکی از نقش‌های مهم اِلا در فیلم مالفیسنت بوده است که در این فیلم نوجوانی مالفیسنت را به تصویر کشید. پورنل مهارت واقعی خود را در زمینه بازیگری، در سال ۲۰۱۶ و در فیلم خانه دوشیزه پرگرین برای بچه‌های عجیب نشان داد. الا پس از بازی در نقش اِما بلوم به محبوبیت بالایی رسید. این فیلم با کارگردانی تیم برتون و با اقتباس از رمانی به همین نام اثر رنسام ریگز، منتشر شد. پورنل در این فیلم با اوا گرین، ساموئل ال. جکسون و آلیسون جنی همبازی شد. خانه دوشیزه پرگرین به یکی از آثار موفق پورنل تبدیل گردید اما به دلیل تغییر دادن قدرت شخصیت اِما بلوم (نقشی که الا آن را برعهده داشت) منتقدان چنان رضایت کاملی نشان ندادند. شخصیت اِما در رمان قدرت آتش و در فیلم قدرت هوا را داشت که با شخصیت الیو قدرت اش عوض شده‌بود. اما خود پورنل از تعویض هویت این دو شخصیت ناراضی نبود و در مصاحبه ای گفت: «من یک شخصیت جدید و تازه را ایفا کردم و مشکلی با آن ندارم.»
پورنل در سال ۲۰۲۱ نقش جکی را در مجموعه تلویزیونی ژاکت زردها از شبکهٔ شوتایم ایفا کرد و همچنین در همان سال به عنوان صداپیشه شخصیت پاودر / جینکس در مجموعه پویانمایی آرکین: لیگ افسانه‌ها حضور یافت. پورنل در سال ۲۰۲۴، به عنوان نقش اصلی در سریال فال‌آوت حضور دارد. در سال ۲۰۲۴، پورنل نقش اصلی را در مجموعه تلویزیونی کمدی سیاه سوئیت‌پی بازی کرد و برای عملکرد بازیگری‌اش مورد تحسین منتقدان قرار گرفت.

## فیلم‌شناسی

### فیلم
| سال  | نام                                 | نقش              |
| ---- | ----------------------------------- | ---------------- |
| ۲۰۱۰ | هرگز رهایم مکن                      | روث جوان         |
| ۲۰۱۰ | چه جوری تا همیشه زنده باشی          | کِیْلی             |
| ۲۰۱۱ | اینترودرز                           | میا              |
| ۲۰۱۳ | کیک-اس ۲                            | دولچه            |
| ۲۰۱۴ | مالفیسنت                            | مالیفیسنت نوجوان |
| ۲۰۱۴ | وایلدلایک                           | مکنزی            |
| ۲۰۱۶ | افسانه تارزان                       | جین جوان         |
| ۲۰۱۶ | خانه دوشیزه پرگرین برای بچه‌های عجیب | اما بلوم         |
| ۲۰۱۷ | چرچیل                               | هلن گرت          |
| ۲۰۱۷ | دسترسی به تمام نقاط                 | میا              |
| ۲۰۱۸ | یوفو                                | ناتالی           |
| ۲۰۲۱ | ارتش مردگان                         | کیت وارد         |

### مجموعه تلویزیونی
| سال            | عنوان                    | نقش            | یادداشت‌ها                          |
| -------------- | ------------------------ | -------------- | ---------------------------------- |
| ۲۰۱۵           | سایبر بولی               | مگان           | تله‌فیلم                            |
| ۲۰۱۸–۲۰۱۹      | تلخ شیرین                | تس             | نقش اصلی، ۱۴ قسمت                  |
| ۲۰۲۰           | بلگریویا                 | لیدی ماریا گری | نقش اصلی                           |
| ۲۰۲۱           | ژاکت زردها               | جکی            | نقش اصلی، صداپیشه                  |
| ۲۰۲۱           | آرکین                    | پاودر / جینکس  | نقش اصلی، صداپیشه                  |
| ۲۰۲۴           | شکست‌ناپذیر               | جین            | صداپیشه، قسمت: «فکر می‌کردم قویتری» |
| ۲۰۲۴           | فال‌آوت                   | لوسی           | نقش اصلی، ۸ قسمت                   |
| ۲۰۲۴           | سوئیت‌پی                  | ریانون لوئیس   | نقش اصلی، ۶ قسمت                   |
| اعلام خواهد شد | ارتش مردگان: وگاس گم شده | کیت وارد       | صداپیشه                            |